# Saint-Tricat
 Saint-Tricat  es una comuna y población de Francia, en la región de Norte-Paso de Calais, departamento de Paso de Calais, en el distrito de Calais y cantón de Calais-Nord-Ouest.
Su población en el censo de 1999 era de 614 habitantes.
Está integrada en la Communauté de communes du Sud-Ouest du Calaisis.

## Demografía
| 461 | 478 | 457 | 531 | 556 | 614 |
| Para los censos de 1962 a 1999 la población legal corresponde a la población sin duplicidades (Fuente: INSEE [Consultar]) |     |     |     |     |     |